# Пауэр, Эйлин
Эйлин Эдна Ле Пер Пауэр (9 января 1889 — 8 августа 1940) — британский историк экономики и медиевист.

## Ранняя жизнь и образование
Эйлин Пауэр была старшей дочерью биржевого маклера и родилась в Олтрингеме в 1889 году. Она была сестрой Рода Пауэр, детского писателя и телеведущего, и Берил Миллисент Ле Поер Пауэр, государственной служащей (1891—1974). Когда ей было три года, ее отец, биржевой маклер, был арестован за мошенничество, и семья переехала в Борнмут, чтобы жить с Бенсоном Клеггом (дедушкой Пауэра). После того, как ее мать умерла от туберкулеза, когда Пауэр было всего 14 лет, она переехала в Оксфорд с двумя сестрами, чтобы жить с тетей. Пауэр получил образование в Оксфордской средней школе для девочек, Гертон-колледже, Кембридже и Сорбонне.
Пауэр была внучкой преподобного Филипа Беннетта Пауэра. Преподобный Филип Беннет Пауэр, автор евангелических трактатов, был родом из Уотерфорда, Ирландия.

## Карьера
Пауэр была профессором истории в Гертон-колледже Кембриджского университета (1913-21), преподавателем политологии в Лондонской школе экономики (1921-24) и Лондонском университете (1924-31).
В 1910 году ей была присуждена исследовательская стипендия Гилкриста, и она училась в Парижском университете и национальной школе хартий. С 1922 года до своей смерти в 1940 году она жила на Мекленбург-сквер, на окраине Блумсбери.
Пауэр была первой женщиной, получившей стипендию Альберта Кана в 1920 году, несмотря на опасения комиссии, что дамы «могут вступить в брак», предав «объекты веры». Стипендия Альберта Кана была учреждена для того, чтобы: «дать возможность людям с доказанными интеллектуальными достижениями наслаждаться годичным кругосветным путешествием, свободным от всех профессиональных занятий, с целью непредвзятого изучения различных цивилизаций, сравнения других человеческих ценностей с уже известными и приобретения более щедрого и философского взгляда на человеческую жизнь.» Она побывала в Индии, Китае и Японии. Она влюбилась в Китай и несколько раз возвращалась туда в течение своей жизни. Она подготовила отчет о своих путешествиях в течение 1921 года под названием «Отчет попечителям товарищества путешествий Альберта Кана, сентябрь 1920 — сентябрь 1921 года».
Когда она вела школьные программы Би-би-си как специалист по средневековой истории, она была полна решимости подчеркнуть социальную историю.
Ее самая известная книга «Средневековые люди» была опубликована в 1924 году. В 1927 году Пауэр основала журнал «обзор экономической истории». В 1933 году она присоединилась к главе ЛШЭ Уильяму Бевериджу в создании комитета академической свободы, организации, которая помогала ученым, бежавшим из нацистской Германии. Критикуя внешнюю политику Великобритании, Пауэр был активным членом Союза демократического контроля.
С 1926 года она и Эдвард Денисон Росс редактировали  «Бродвейские путешественники» — серию из 26 книг, изданную издательством «Routledge».
На Лондонской фондовой бирже, она была наставником Элеоноры Карус-Уилсон.
В 1936 году она стала членом-корреспондентом средневековой Академии Америки, а в 1937 году получила почетную степень доктора философии в Маунт-Холиоке.
В 1937 году Пауэр вышла замуж за своего ученика и коллегу, историка Майкла Постана, профессора экономической истории Кембриджского университета, до этого была помолвлена с Реджинальдом Джонстоном, наставником последнего императора Китая Пу И.
Она умерла от сердечной недостаточности в 1940 году.
Ее книга «Торговля шерстью в английской средневековой истории» (1941) была опубликована посмертно. Книга «Средневековые женщины» была переиздана в 1975 году.
В 1940-х годах ее сестра устроила «праздник силы» в память об Эйлин, чтобы некоторые из выдающихся историков мира собрались вместе в честь её огромного вклада в историческую науку. Этот праздник отмечается в Гертон-колледже и по сей день.
В 2017 году о ней было рассказано на конференции лондонских женщин-историков, проходившей в Институте исторических исследований.

## Сочинения
- Люди Средневековья = Medieval People. — Центрполиграф, 2010. — 221, [2] с. — ISBN 978-5-227-01956-1